# Medalia lui Filippo Maria Visconti

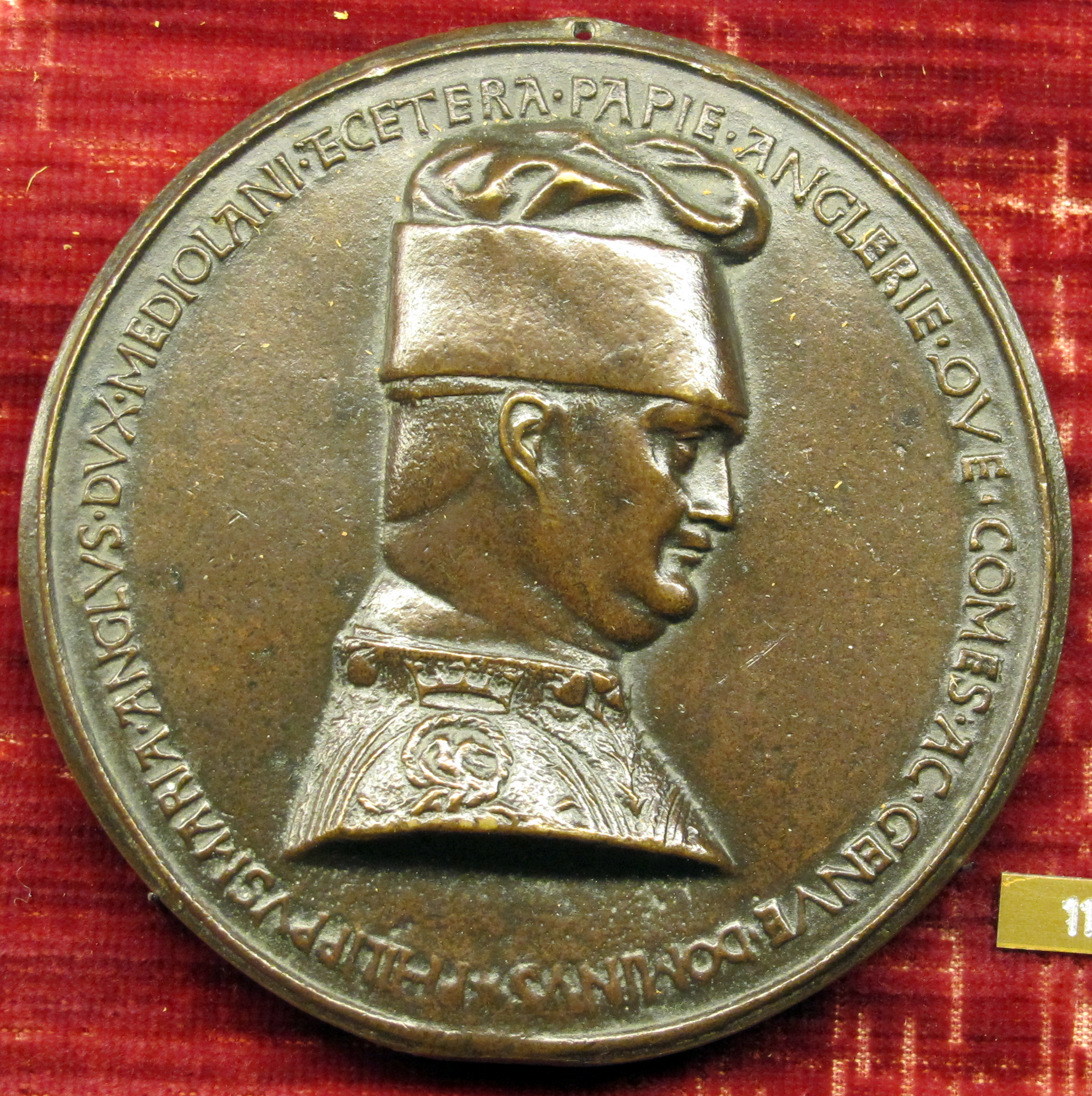
Medalia lui Filippo Maria Visconti, avers (Vd. Descriere)

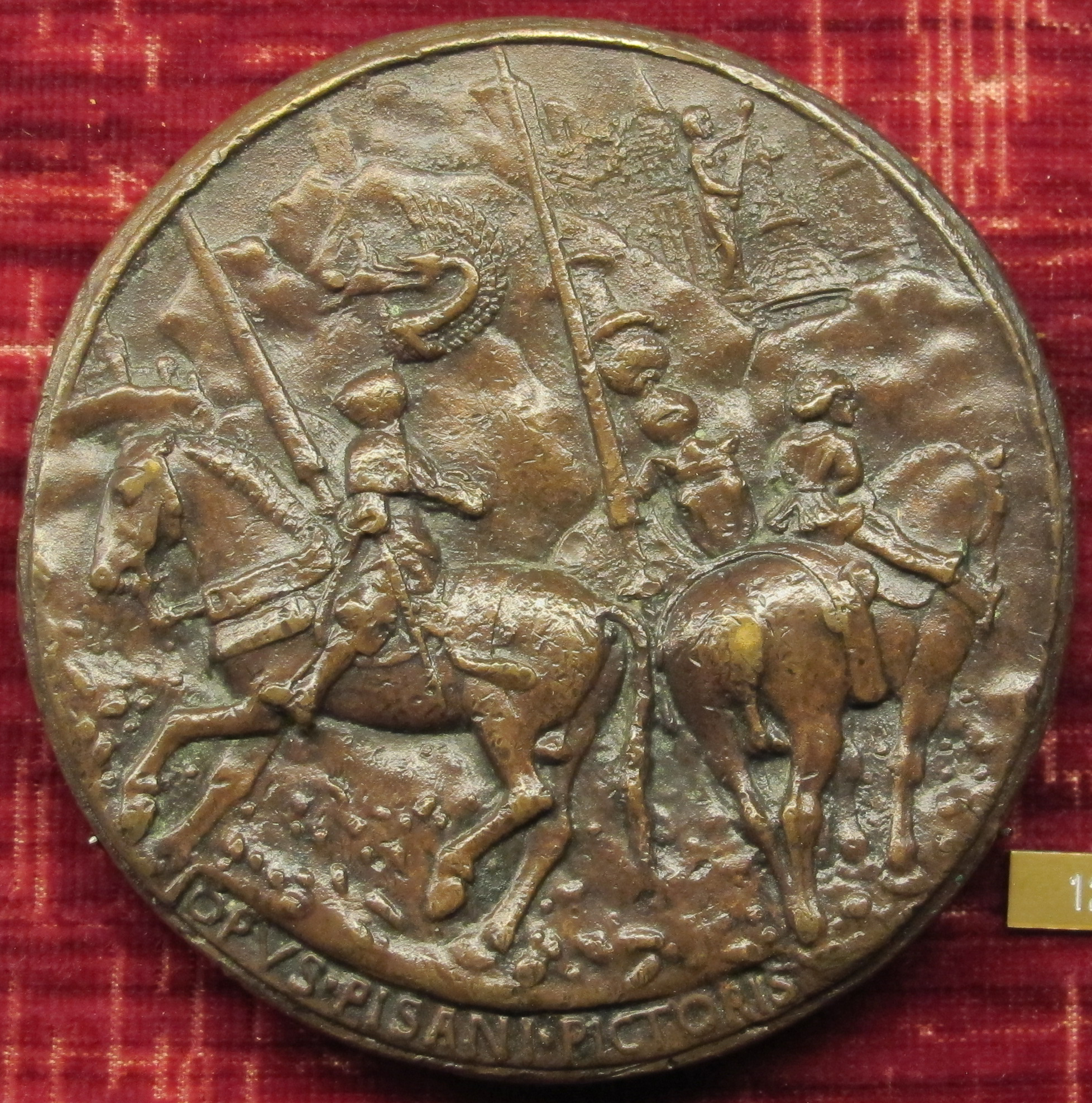
Medalia lui Filippo Maria Visconti, revers (Vd. Descriere)

Medalia lui Filippo Maria Visconti a fost realizată din bronz de către artistul italian Pisanello, în anul 1441, iar diametrul său este de 10,20 cm.

## Istorie
După ce a creat celebra medalie a lui Ioan al VIII-lea Paleologul (1438), restabilind tradiția așezării unor efigii ale unor persoane în viață, ca și pe monedele romane, Pisanello a fost foarte solicitat de către curțile italiene, creând vreo douăzeci de medalii.
Printre primele medalii, a fost cea pe care Pisanello a realizat-o, în 1441, pentru ducele de Milano, Filippo Maria Visconti, la putere din 1412.
S-a păstrat la Cabinetul de Desene de la Muzeul Louvre din Paris un desen, purtând numărul de inventar 2483, cu efigia lui Filippo Maria Visconti, realizat de Pisanello. Ajungem la concluzia că artistul, înainte de a face medaliile, a făcut studii atente, care, de multe ori, au condus la portrete, cum este cazul portretului lui Lionello d'Este. Într-o scrisoare datată la 28 iunie 1441, trimisă de la Roma de către artist lui Visconti, Pisanello îi scria de angajamentul său la frescele de la Biserica San Giovani din Lateran, iar Visconti ar trebui să aștepte până în octombrie, după finalizarea unei lucrări, poate un portret sau o medalie promisă unui senior. Este o referire la șederea artistului la Milano, în 1440 - 1441, după crearea medaliei lui Ioan Paleologul
Se păstrează unele exemplare ale medaliei, între care una se află la Pinacoteca de la Castello Sforzesco din Milano, iar o alta, la la Cabinetul de Medalii de la Paris.

## Descriere
Lucrarea a fost creată cu intenția clară de celebrare, în mod cinstit fără retorică gratuită, fiind capabilă să sublinieze autoritatea persoanei reprezentate, cu o utilizare restrânsă a elementelor decorative.

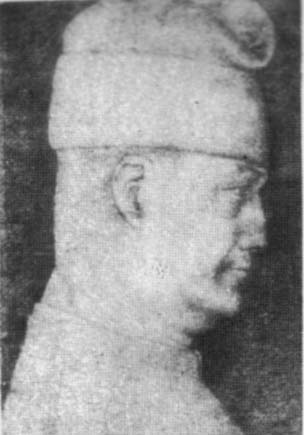
Portretul lui Filippo Maria Visconti de Pisanello (Cabinetul de Desene, Muzeul Louvre, Paris; are numărul de inventar 2483)

Pe aversul medaliei este gravată efigia din profil a lui Filippo Maria Visconti, sub formă de bust, spre dreapta; poartă o beretă, iar îmbrăcămintea este împodobită cu o porumbiță plasată în coroana ducală.
Circular, pe marginea medaliei se poate citi inscripția în limba latină: PHILIPPVS MARIA ANGLVS DVX MEDIOLANI ETCETERA PAPIE ANGLERIE QVE COMES AC GENVE DOMINVS (în română, „Filippo Maria Angelo [Visconti], duce de Milano etc., conte de Pavia și de Augera și senior al Genovei”).
Pe revers, în stânga, Filippo Maria Visconti, pe un cal la pas, spre stânga, poartă o platoșă și o cască împodobită cu un șarpe heraldic, ținând în mână o suliță.
Pe partea dreaptă a scenei, se află un paj călare, spre dreapta, iar în centru un cavaler în picioare, cu o lance în mână, cască de protecție, în mod asemănător cu scena frescei cu Sfântul Gheorghe și Principesa, din Biserica Sf. Anastasia de la Verona.
Pe un fond stâncos, vedem un oraș cu o statuie de războinic, o cupolă, un turn, o clopotniță, iar, pe deal, în centru, o fortăreață.
În partea de jos a medaliei se află semnătura artistului, în latină: OPVS PISANI PICTORIS  (în română: „Operă a pictorului Pisan[ell]o”).
Pentru conceperea acestei medalii, Pisanello a făcut și un studiu, pe hârtie, care este păstrat în Cabinetul de Desene de la Muzeul Louvre, din Paris, cu numărul de inventar 2483.

## Galerie de imagini

Pisanello, Fresca Sfântul Gheorghe și Principesa, în Biserica Sf. Anastasia din Verona